# Rhinella atacamensis
Rhinella atacamensis é uma espécie de anfíbio anuro da família Bufonidae. É considerada vulnerável pela Lista Vermelha da UICN. Está presente em Chile.